# تابانرا د سراتو
تابانرا د سراتو (به اسپانیایی: Tabanera de Cerrato) یک شهرستان در اسپانیا است که در استان پالنسیا واقع شده‌است.

## خصوصیات
تابانرا د سراتو ۴۶ کیلومترمربع مساحت و ۱۴۸ نفر جمعیت دارد.